# Бејзингстоук
Бејзингстоук (енгл. Basingstoke) је град у Уједињеном Краљевству у Енглеској. Према процени из 2007. у граду је живело 99.475 становника.

## Становништво
Према процени, у граду је 2008. живело 99.475 становника.
| 1981.  | 1991.  | 2001.  |
| ------ | ------ | ------ |
| 73.027 | 77.837 | 90.171 |

## Партнерски градови
- Алансон